# Stenetrium mediterraneum
Stenetrium mediterraneum es una especie de crustáceo isópodo marino de la familia Stenetriidae.

## Distribución geográfica
Se distribuye por el mar Mediterráneo occidental y el estrecho de Gibraltar.